# Вељке Дворњики
Вељке Дворњики (слч. Veľké Dvorníky, мађ. Nagyudvarnok) насељено је мјесто са административним статусом сеоске општине (слч. obec) у округу Дунајска Стреда, у Трнавском крају, Словачка Република.

## Становништво
| Година:    | 1994. | 2004.    | 2014.    | 2024.    |
| ---------- | ----- | -------- | -------- | -------- |
| Број људи: | 727   | 874      | 1117     | 1373     |
| Разлика:   |       | +20,22 % | +27,80 % | +22,91 % |

| Година:    | 2023. | 2024.   |
| ---------- | ----- | ------- |
| Број људи: | 1383  | 1373    |
| Разлика:   |       | -0,72 % |

Према подацима о броју становника из 2011. године насеље је имало 1.039 становника.